# 福雷斯特城 (阿肯色州)
福雷斯特城（英語：Forrest City）是一個位於美國阿肯色州聖弗朗西斯縣的城市。根據2020年美國人口普查，該地人口為13015人，而該地的面積約為52.60平方千米。同時該地也是聖弗朗西斯縣的縣治。

## 地理
福雷斯特城的座標為35°00′36″N 90°47′19″W / 35.01000°N 90.78861°W，而該地的平均海拔高度為77米（即253英尺）。